# Anapausis wirthi
Anapausis wirthi är en tvåvingeart som beskrevs av Dalton de Souza Amorim och Balbi 2006. Anapausis wirthi ingår i släktet Anapausis och familjen dyngmyggor.
Artens utbredningsområde är Costa Rica. Inga underarter finns listade i Catalogue of Life.